# Деркач (музичний інструмент)

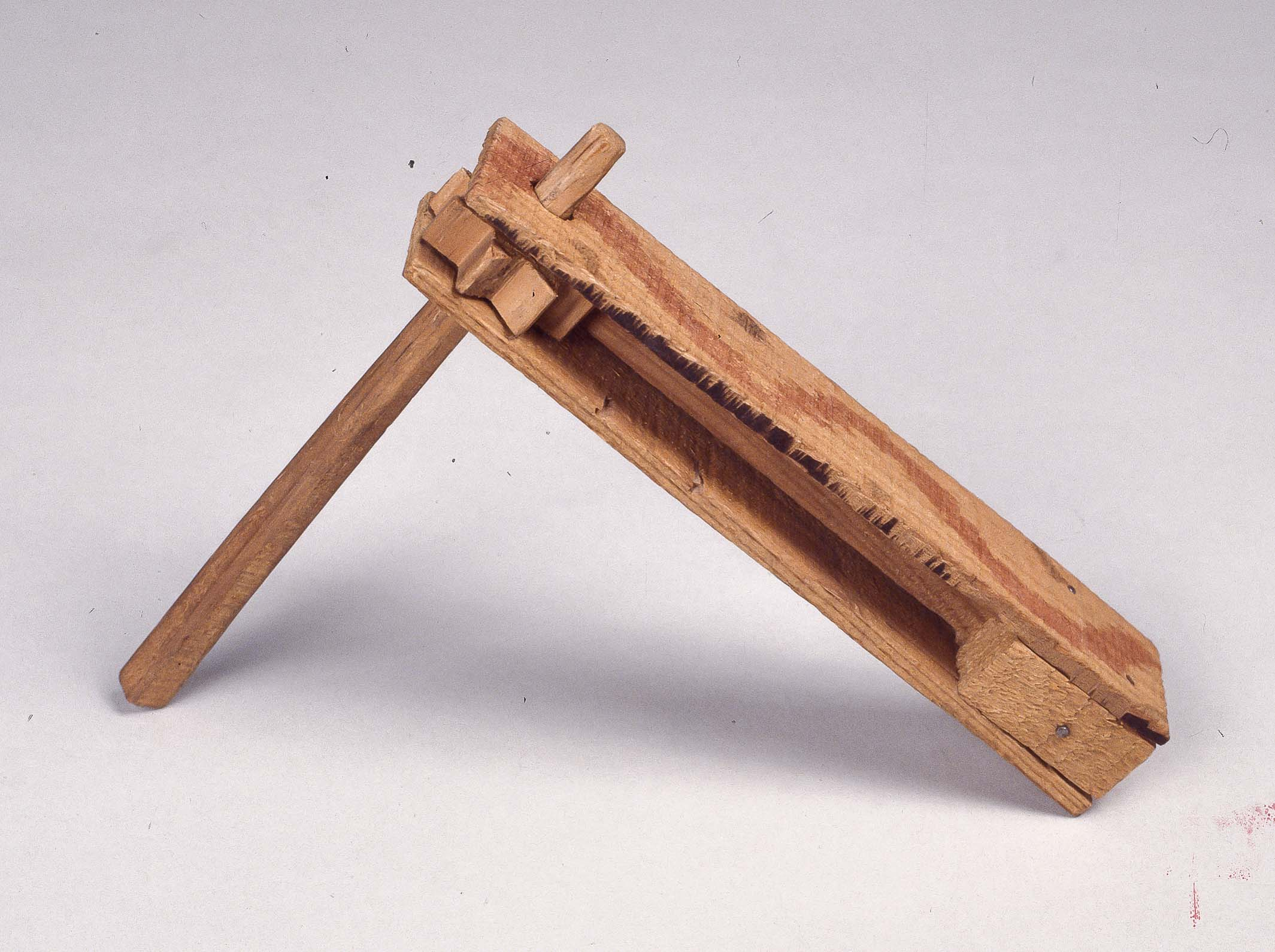
Деркач. Музей Музики в Барселоні

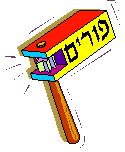
Деркач (Haman Klopfer), використовуваний на свято Пурим

Дерка́ч, також відомий як вертушка, тріскачка — народний шумовий інструмент з родини ідіофонів, де звук видобувають обертанням. Номер у класифікації Горнбостеля-Закса — 112.24
Складається з таких елементів: коліщатка зі зубцями («карбованого валка»), руків'я («фоста»), дерев'яної коробочки з дерев'яною або металевою пластинкою. Звук отримують, обертаючи коробочку навколо ручки, він виходить тріскучий, такий же як і в рубля та качалки. Деякі деркачі можуть споряджувати резонатором. Для підсилення звучання застосовують подвійні деркачі, де пластинки звучать послідовно.